# Rozbehy

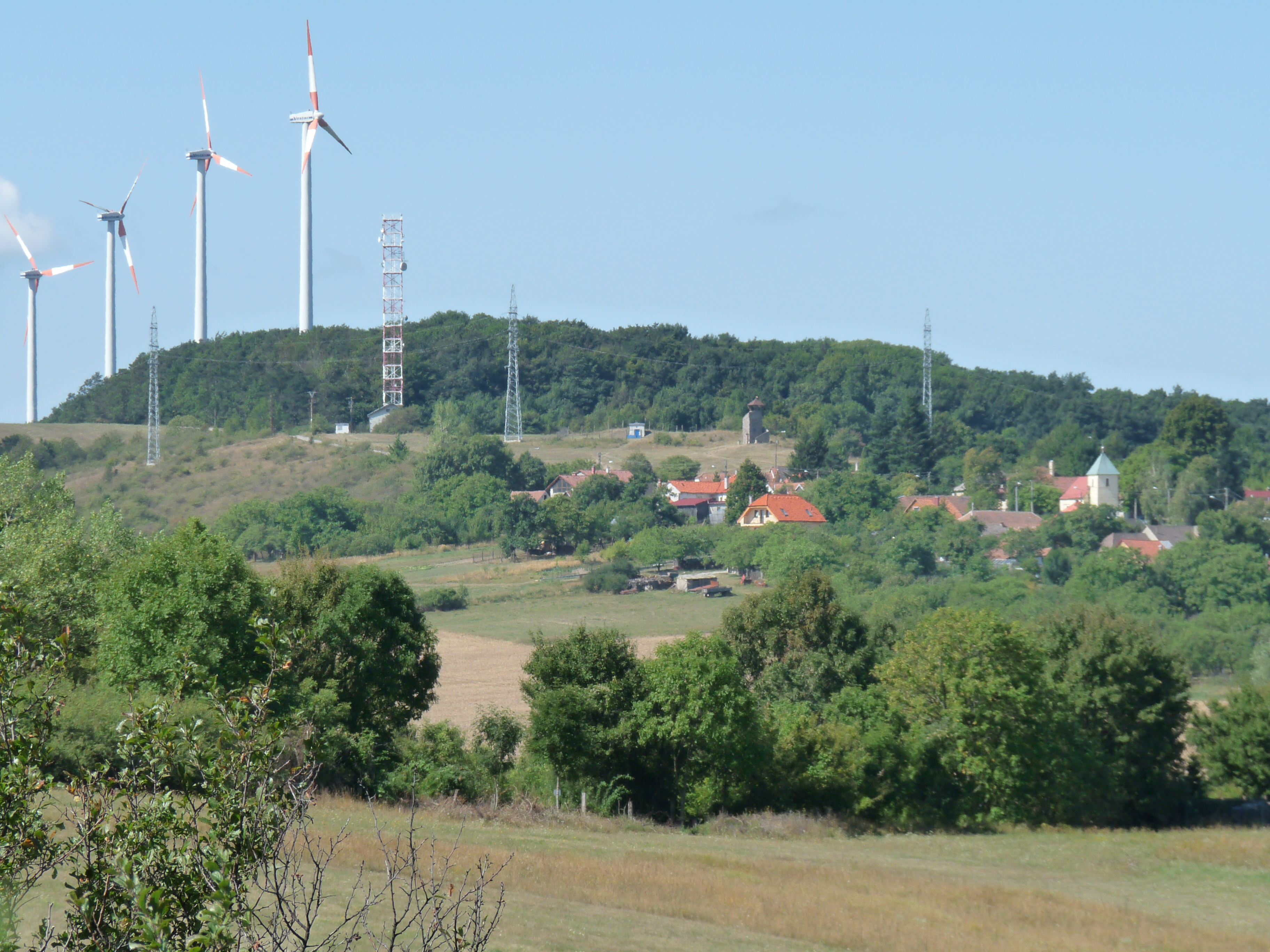
Rozbehy

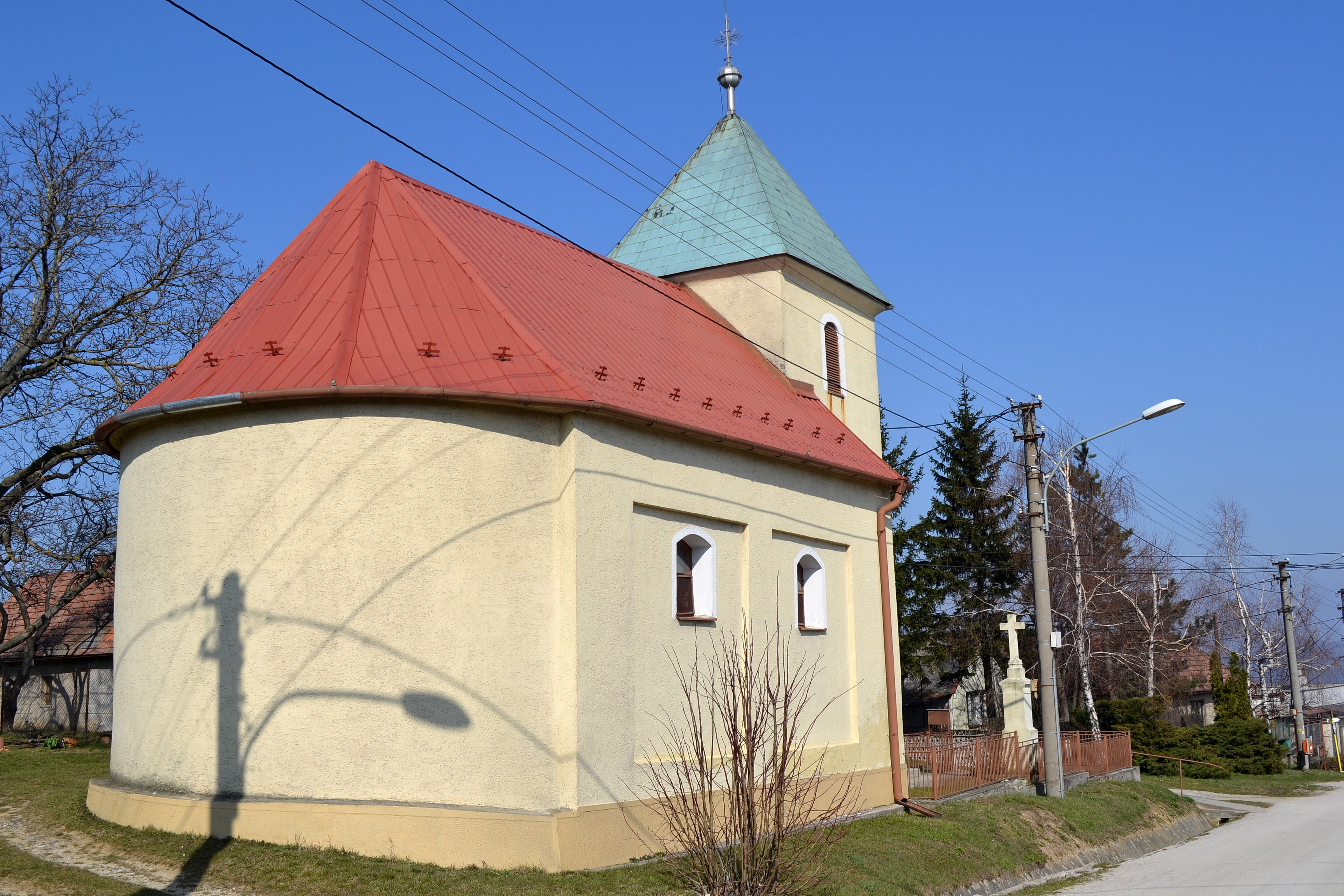
Kaplica Wniebowzięcia MP w Rozbehach

Rozbehy – pierwotnie niewielka wieś położona na zachodnim skraju łańcucha Małych Karpat, od 1974 r. część wsi Cerová w powiecie Senica w kraju trnawskim na Słowacji. Leży 12 km na południe od Senicy.

## Położenie
Rozbehy leżą na płaskim odcinku niskiego w tym miejscu (428 m n.p.m.) i znacznie przesuniętego ku zachodowi głównego grzbietu Małych Karpat, u stóp wzniesienia Vápenková skala (470 m n.p.m.). Tuż nad zabudowaniami wznoszą się ruiny średniowiecznego zamku Korlátka.

## Historia
Najstarsza wzmianka o osadzie pochodzi z 1598 r. Należała do zamku Korlátka i zapewne rozwinęła się jako jego osada służebna. Mieszkańcy zajmowali się również hodowlą i rzemiosłem. Po II wojnie światowej zubożała. Założona w 1957 r. spółdzielnia rolnicza nie utrzymała się i jej majątek został przejęty przez państwo. W 1974 r. włączona do Cerovéj. W pierwszej dekadzie XXI w. na terenie osady stanęły 4 wiatraki elektrowni wiatrowej jako pierwszy taki obiekt na Słowacji.

## Zabytki
- Ruiny zamku Korlátka na wzgórzu nad osadą.
- Kaplica p.w. Wniebowzięcia Marii Panny; prosta, murowana, pierwotnie barokowa budowla z 1700 r., jednonawowa, z wielobocznie zamkniętym prezbiterium i masywną wieżą na planie kwadratu na osi; przebudowana w stylu klasycystycznym w XIX w.; wnętrze sklepione konchą w prezbiterium i sklepieniem kolebkowym z lunetami nad nawą; wieża nakryta czteropołaciowym dachem namiotowym; we wnętrzu późnobarokowy ołtarz Wniebowzięcia Marii Panny z nowszym obrazem z początku XX w.

## Turystyka
Od drugiej połowy lat 60. XX wieku, kiedy zbudowano tu niewielkie schronisko turystyczne (chata Korlátka), lokalny ośrodek turystyczny i węzeł znakowanych szlaków turystycznych. Osobne znaki wiodą do odległych o 10 minut ruin zamku Korlátka.
Nieco powyżej cmentarza, na wysokości 460 m n.p.m., zbudowana w 2009 r. wysoka na 7 metrów wieża widokowa, nawiązująca swą architekturą do widocznych z daleka ruin. Rozciąga się z niej interesujący widok na północną część Niziny Zahorskiej oraz na masyw Zárubów – najwyższy w całych Małych Karpatach.